# The Notorious Bettie Page
The Notorious Bettie Page  ist ein US-amerikanischer Spielfilm der Regisseurin Mary Harron aus dem Jahr 2005. Der Film schildert den Werdegang des bekannten Aktmodells Bettie Page, die auch als „Königin des Pin-up“ bezeichnet wird.

## Handlung
Die aus ärmlichen, religiös-konservativen Verhältnissen Tennessees stammende Bettie Page (Gretchen Mol) begegnet einem Polizisten mit fotografischen Ambitionen, der sie mit anderen Fotografen bekannt macht. Page modelt zunächst für Fotografenklubs, teilweise auch nackt. Anfang der 1950er Jahre erscheinen Aufnahmen von ihr auf den Titelseiten von Herrenmagazinen und sie modelt für den Fotografen Irving Klaw, der Fotografien mit Bondagemotiven und sadomasochistischen Motiven per Postversand vertreibt. Sie wird so zum ersten bekannten Bondagemodel.
Schließlich gerät sie in das Fadenkreuz eines Senatsausschusses zum Thema Pornographie. Der ebenfalls aus Tennessee stammende Senator Estes Kefauver, im Film gespielt von David Strathairn, leitet einen parlamentarischen Untersuchungsausschuss über den angeblichen gesellschaftsschädlichen Einfluss der Pornographie. Bettie erhält eine Vorladung zu einer öffentlichen Sitzung des Ausschusses, wird dann aber nach zwölfstündiger Wartezeit ohne Angabe von Gründen weggeschickt.

## Hintergründe
- Der Film wurde überwiegend in Schwarzweiß gedreht. Die teilweise verwendeten Buntaufnahmen erinnern an das für die 50er Jahre typische "Kodachrome"-Farbspektrum.
- Der Film ist eine Produktion des für ambitionierte Projekte bekannten Privatsenders HBO.
- Die Produktion hatte ihre Weltpremiere auf dem Toronto Film Festival und wurde im Jahr 2005 im Museum of Modern Art vorgeführt.[1]
- Seine Deutschlandpremiere hatte der Film bei den Internationalen Filmfestspielen Berlin 2006 in der Sektion Panorama.

## Auszeichnungen
- CineKink Awards – 2006
  - Honoring outstanding depictions of kink in mainstream film and television